# Берри, Чак
Чарльз Э́двард А́ндерсон (Чак) Бе́рри (англ. Charles Edward Anderson "Chuck" Berry; 18 октября 1926, Сент-Луис, США — 18 марта 2017, Уэнтзвилл, США) — американский рок-музыкант‚ певец, гитарист, автор песен, один из родоначальников рок-н-ролла, прозвище «Отец рок-н-ролла» (по версии журнала Rolling Stone: «Хотя нельзя сказать, что кто-то один изобрёл рок-н-ролл, вероятнее всего, Чак Берри был тем, кто собрал все основные части воедино. Его особая гениальность заключалась в том, чтобы совместить гитарные партии в стиле кантри и вестерн с ритм-энд-блюзовым звучанием в его самом первом сингле „Maybellene“»). Автор песен «Maybellene» (1955), «Roll Over Beethoven» (1956), «Rock and Roll Music» (1957), «Johnny B. Goode» (1958) и других. В 2004 году занял 5-е место в рейтинге 50 величайших исполнителей всех времён по версии журнала Rolling Stone. Берри был одним из первых музыкантов, введённых в Зал славы рок-н-ролла; его ценили за то, что он «заложил основы рок-н-ролльного звука», причём три его песни вошли в список «Песни, которые сформировали рок-н-ролл».
К началу 1953 года Берри начал выступать с «Трио Джонни Джонсона». Его прорыв наступил, когда вместе с Леонардом Чессом из «Chess Records» он записал «Maybellene», которая была продана тиражом более миллиона копий и заняла первое место в ритм-н-блюзовом чарте журнала Billboard. К концу 1950-х Берри был признанной звездой, с несколькими хитами, появлениями в кино и прибыльной гастрольной карьерой, но некоторое время он провёл в тюрьме. В 1960-х у Берри было еще несколько успешных песен, в том числе «No Particular Place to Go», «You Never Can Tell» и «Nadine», однако он был более востребован как исполнитель, играя свой старый материал. В 1972 году песня «My Ding-a-Ling» стала его единственной записью, возглавившей чарты.

## Биография

### 1926—1955 гг.
Чак Берри родился в многодетной негритянской семье среднего класса (отец был подрядчиком и диаконом баптистской церкви, мать — директором школы) и с детства увлекался музыкой. Он дал свой первый концерт в 1941 году, когда ещё учился в школе.
В 1944 году, ещё учась в школе, Берри с двумя друзьями, пользуясь сломанным пистолетом, ограбил в Канзасе три магазина и угнал машину, за что все трое были признаны виновными в вооружённом ограблении и осуждены на 10 лет лишения свободы.
В заключении Чак продолжал заниматься музыкой: он организовал музыкальный квартет. Его освободили досрочно, когда ему был 21 год.
Берри женился на Теметте «Тодди» Саггс 28 октября 1948 года, а 6 октября 1950 года у них родилась дочь Дарлин Ингрид Берри. С началом семейной жизни он устраивается на заработки в Сент-Луис — там он подрабатывал рабочим на автомобилестроительном заводе, позже устроился косметологом в Poro College of Cosmetology. На заработанные деньги семья купила небольшой трёхкомнатный кирпичный дом на Уиттиер-стрит.
В начале 1950-х годов, для дополнительного заработка, Берри начал играть в клубах Сент-Луиса с различными местными группами. Именно в одном из них он стал исполнять кантри, окрашенное блюзовыми приёмами. Также учился игре на гитаре у своего друга Айра Харриса. Это новаторское смешение стилей (каждому из которых была присуща своя аудитория, разделённая по расовому признаку) принесло ему местную известность.
В 1953 году Берри сформировал Johnnie Johnson Trio, с которого и началось сотрудничество Берри с Джонни Джонсоном. Несмотря на то, что коллектив играл в основном блюзовые баллады, многие критики причисляли его стилистику к кантри.

### 1955—1959 гг.

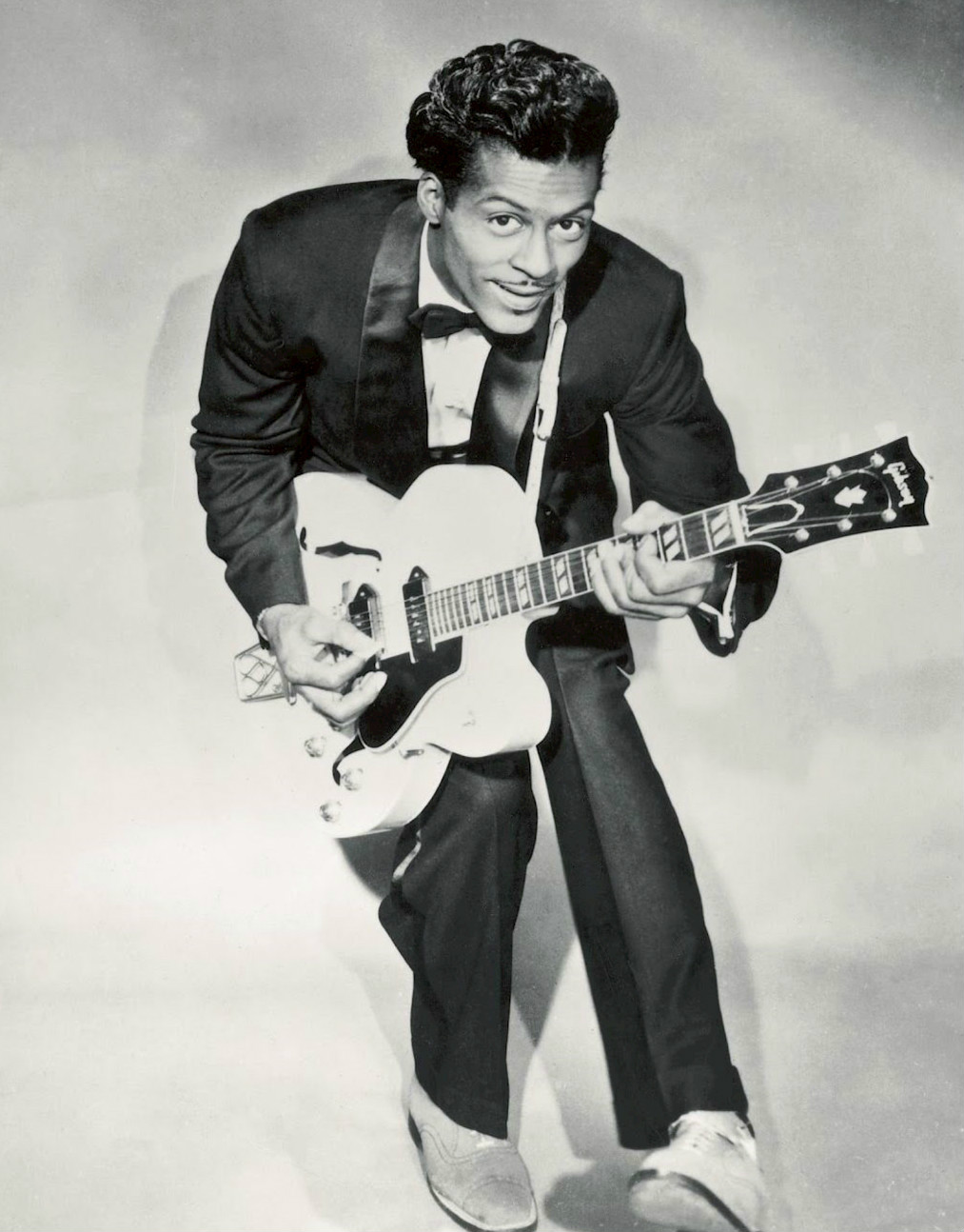
1958 год

В мае 1955 года Берри, по совету Мадди Уотерса, вышел на Леонарда Чесса, владельца блюзового лейбла Chess Records. Тот заинтересовался гитаристом, причём именно его экспериментами с кантри, нежели его блюзом, к удивлению самого Берри. 21 мая в студии фирмы был записан первый сингл Чака Берри, «Maybellene», сочетавший напор ритм-энд-блюза и стилистику кантри. Сингл был распродан тиражом более миллиона экземпляров и занял 1-е место в американском хит-параде в категории ритм-энд-блюза, а в сентябре добрался до 5-й строчки в главном национальном хит-параде США.
Окончательно нашедший свой стиль, Берри стал выпускать один за другим хит-синглы, ставшие классикой рок-музыки: «Thirty Days» (1955), «Roll Over Beethoven» (1956), «Brown Eyed Handsome Man» (1956), «Rock and Roll Music» (1957), «Sweet Little Sixteen» (1958), «Johnny B. Goode» (1958) и другие. Берри как автор выделялся среди фигур раннего рок-н-ролла: тексты его песен были своего рода небольшими историями, полными неожиданных оборотов и иронии, не зря он был наречён «поэтом рок-н-ролла». С 1958 года стали выходить и долгоиграющие пластинки певца; помимо рок-н-ролла, они включали также блюзовые композиции, нередко инструментальные. Берри активно гастролировал и принял участие в съёмках двух рок-н-ролльных художественных фильмов — «Рок, рок, рок» (1956) и «Давай, Джонни, давай!» (1959).

### 60-e
В самом конце 1959 года Берри оказался вовлечённым в судебное разбирательство, связанное с бывшей гардеробщицей его сент-луисского клуба, которая занималась проституцией. В результате Берри был оштрафован на 5 000 долларов и приговорён к 5 годам тюремного заключения. Он был освобождён досрочно, проведя в тюрьме три года.
Пока Берри пребывал в заключении, на Chess Records выходили пластинки музыканта. В 1960 году вышел «Rockin' at the Hops», через год был выпущен «New Juke-Box Hits».
Прерванная карьера Берри неожиданно взяла реванш в лице «британского вторжения» середины 1960-х годов. Кавер-версии песен Берри делали почти все новые британские группы, включая The Beatles, The Rolling Stones, The Kinks, The Animals, The Yardbirds и прочих. Берри также вернулся к классическому рок-н-ролльному стилю и записал в 1964—1965 годах несколько альбомов и 7 синглов, два из которых вошли в двадцатку национального хит-парада США («No Particular Place To Go» и «You Never Can Tell»; последняя песня приобрела вторую жизнь благодаря сцене фильма «Криминальное чтиво»). Также записал сингл «Nadine». В мае 1964 года он совершил успешный тур по Великобритании. Между 1966 и 1969 годами Берри выпустил пять альбомов на лейбле Mercury, в том числе его первый концертный альбом «Концерт в аудитории Fillmore», в котором он был поддержан группой Стива Миллера. Он также сыграл несколько концертов в Северной Америке.
В 1966 году певец перешёл на Mercury Records. Именно в это время в творчестве Берри появились новые нюансы: певец привнёс элементы психоделии в свои выступления. На новом лейбле музыкант перезаписал свои хиты и выпустил два альбома с новым материалом — «From St. Louie to Frisco» (1968) и «Concerto in B. Goode» (1969). Оба они не принесли коммерческого успеха, равно как и синглы с них. Работа на Mercury Records не была успешным периодом.

### Дальнейшая карьера

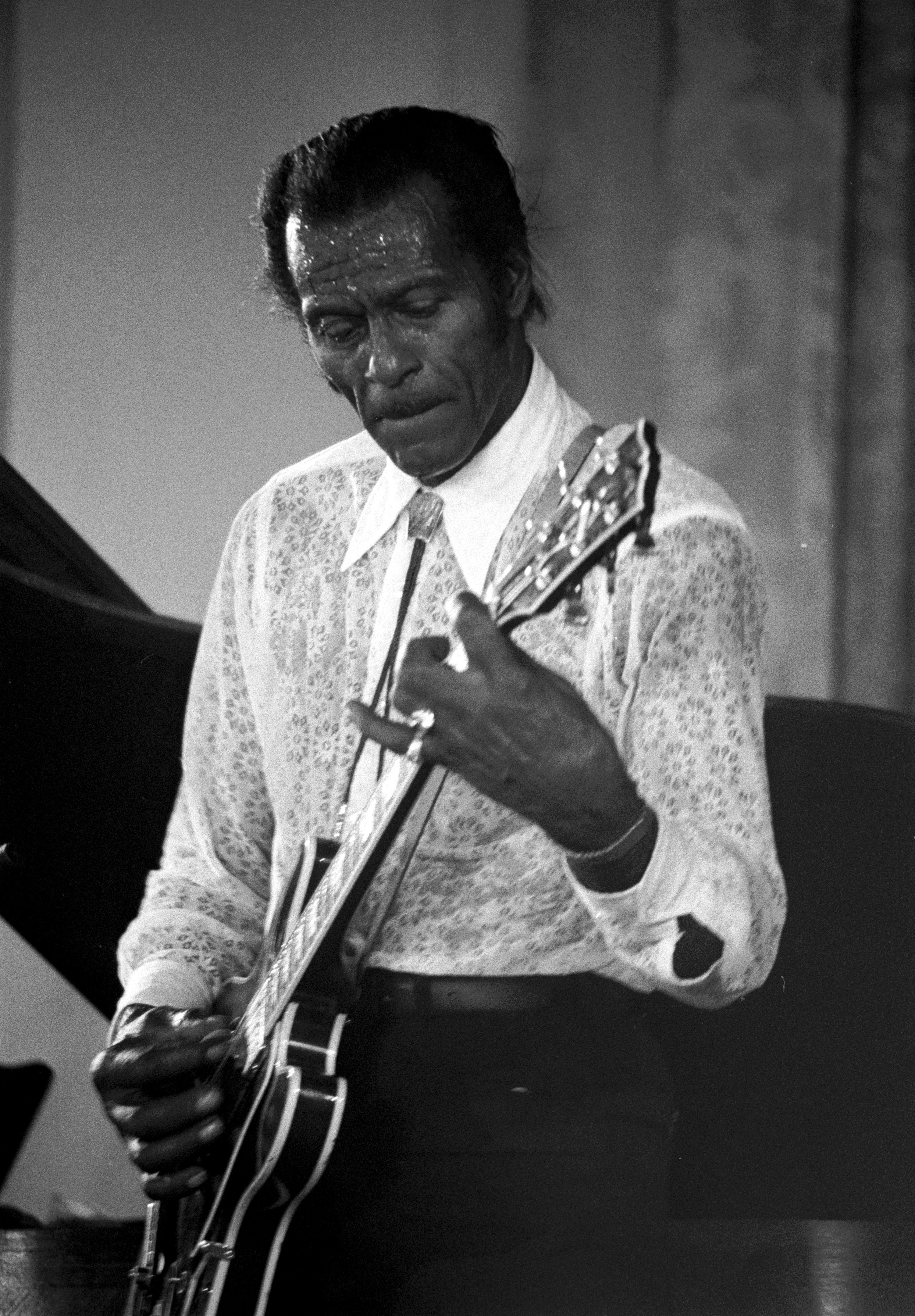
Чак Берри на концерте в Довиле (Франция) в 1987 году.

В 1970 году Берри вернулся на Chess Records и записал несколько новых альбомов: «Back Home» (1970), «San Francisco Dues» (1971), «The London Chuck Berry Sessions» (1972), «Bio» (1973). Также было выпущено несколько синглов, один из которых — «My Ding-A-Ling» (1972) — парадоксальным образом впервые принёс Чаку Берри 1-е место в национальном хит-параде США, несмотря на то, что это была полушуточная концертная кавер-версия. В 1974 году Берри ушёл с лейбла.

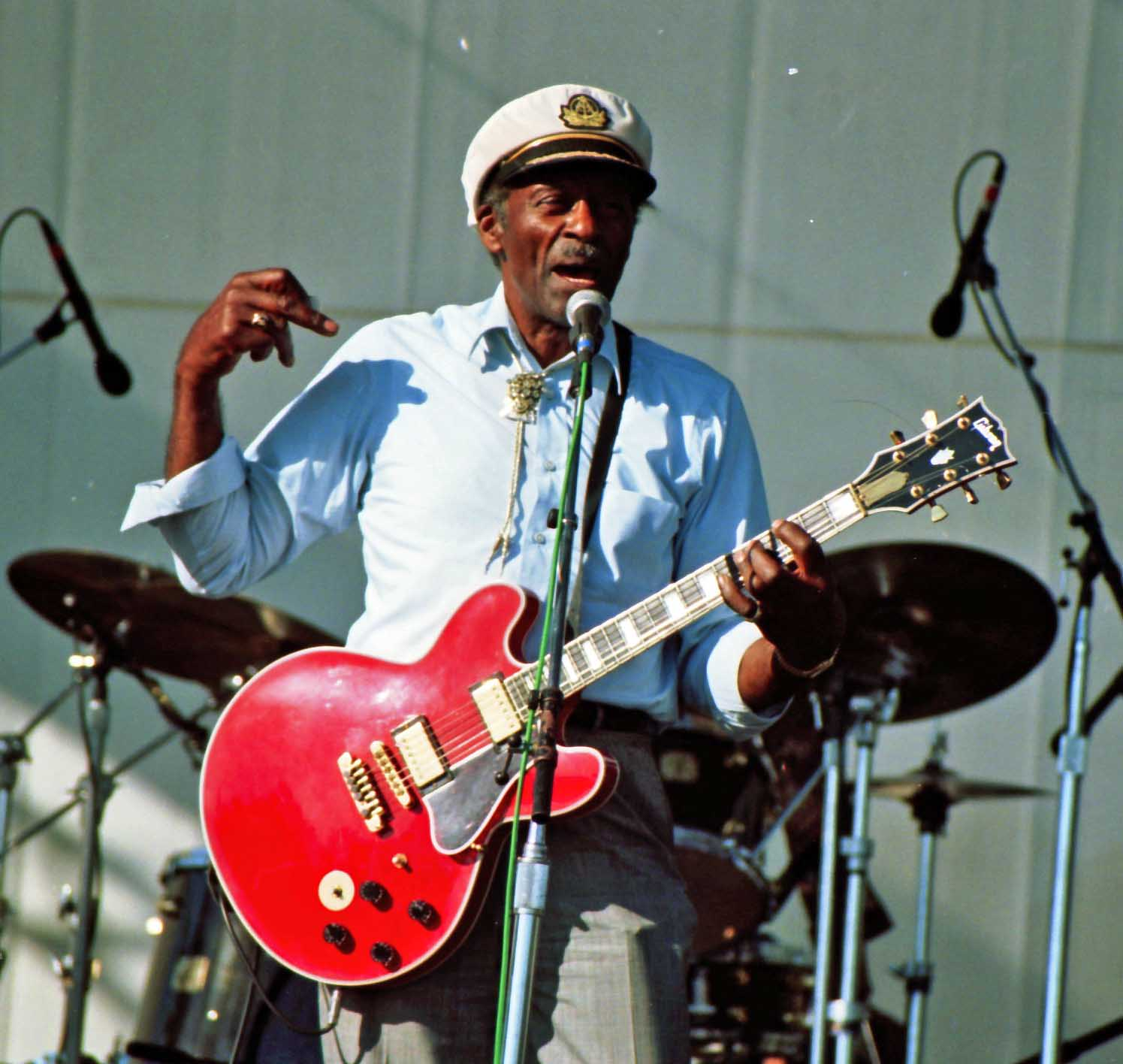
Чак Берри в 1997 году на Фестивале «Long Beach Blues»

Выпустив ещё три студийных альбома в 1974, 1975 и 1979 годах, Берри окончательно переключился на концертную деятельность, изъездив с гастролями весь мир (в Россию Берри приезжал несколько раз). В 1979 году против Берри было заведено уголовное дело за неуплату налогов. В итоге суд приговорил Берри к 4 месяцам тюрьмы и 1 000 часов общественно-принудительных работ. В 1986 году он был введён в национальный Зал славы композиторов. В 1990 году разразился скандал: на Берри подали в суд несколько женщин, обвинявших певца в установке тайных камер наблюдения в женских уборных его собственного клуба. Дело было решено не доводить до судебного разбирательства (предположительно Берри выплатил 1,2 млн долларов истцам).
C 1996 по 2014 год певец еженедельно выступал по средам в своём клубе «Blueberry Hill» в Сент-Луисе и эпизодически выезжал в турне, в том числе в рамках прощального мирового турне музыкант дал три концерта в Москве.
На свой 90-летний юбилей Берри анонсировал новый альбом Chuck, релиз которого состоялся в июне 2017 года, через два месяца после его смерти. Это первый альбом музыканта со времён Rock It, выпущенного в 1979 году.

### Смерть
Чак Берри скончался 18 марта 2017 года в американском округе Сент-Чарльз на 91-м году жизни. Музыкант потерял сознание в своем доме. Полиция округа Сент-Чарльз прибыла на место, но несмотря на все попытки врачей, вернуть Берри к жизни не удалось. Смерть зафиксировали в 13:26 по местному времени.
Многие известные музыканты, в том числе Ринго Старр, Мик Джаггер, Брайан Уилсон и другие, выразили соболезнования по поводу смерти Чака.
25 июня 2019 года The New York Times Magazine назвал Чака Берри среди сотен исполнителей, чей материал, как сообщается, был уничтожен во время пожара в Universal Studios Hollywood 2008 года.

## Дискография
У Берри вышел 51 сингл (единственное 1-е место занял «My Ding-A-Ling») и 20 студийных альбомов, подавляющее большинство которых не попало в хит-парады.

## В культуре

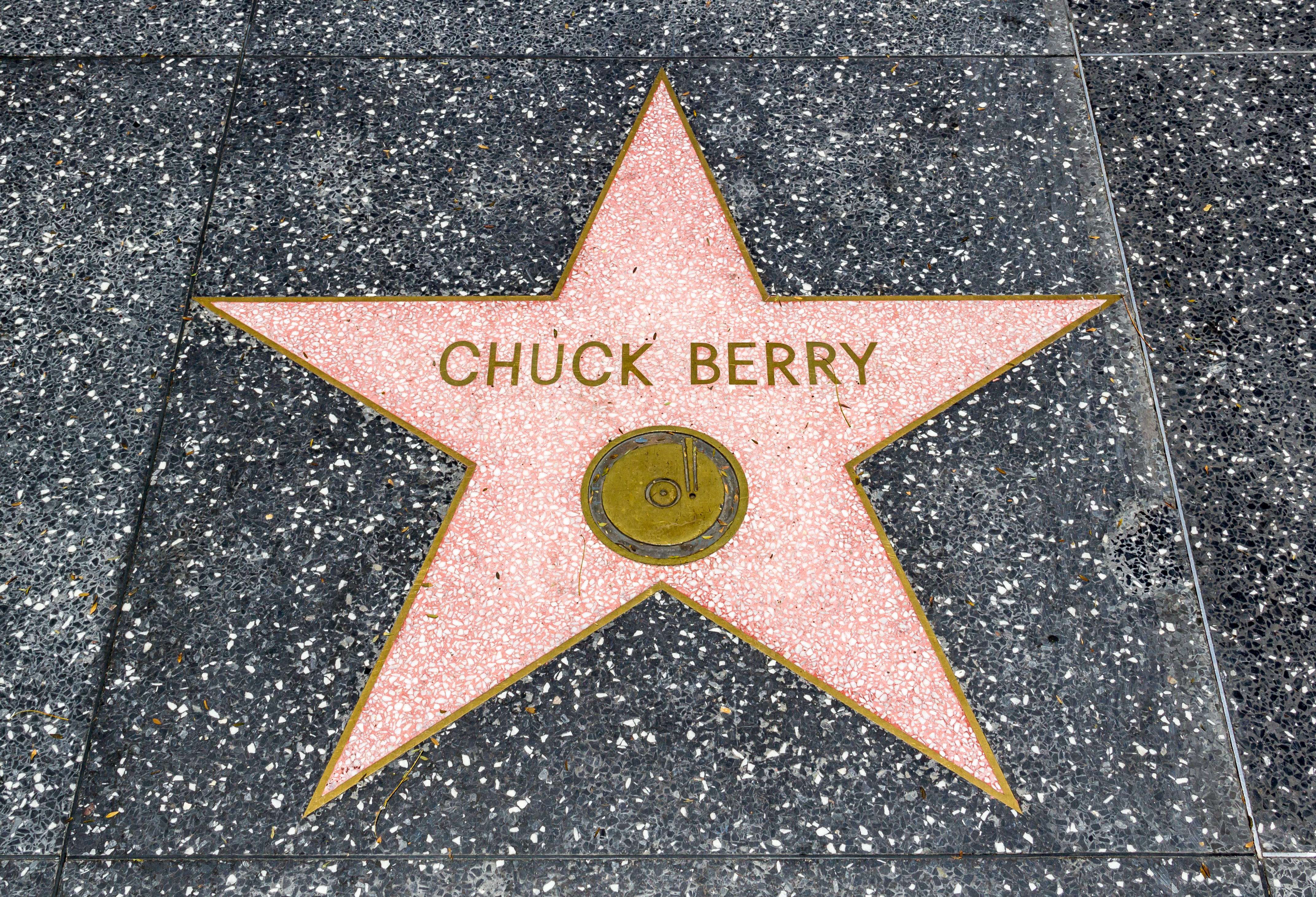
Звезда Чака Берри на Голливудской «Аллее славы»

- Упоминается в песнях рок-групп Зоопарк «Все те мужчины» (Для одного ты должна была знать Чака Берри…) и Алиса «Снова в Америке» (На все, что крутило и вертело Чака Берри, Он ставил свои метки, как кот на заборе…). В творчестве Александра Розенбаума есть песня «Чак рок Бэрри».
- Чак Берри является персонажем кинофильма «Кадиллак Рекордс».
- В фильме немецкого режиссёра Вима Вендерса «Алиса в городах» показан отрывок из концерта Чака Берри, на котором он исполнил песню «Memphis, Tennessee».
- В фильме «Назад в будущее» Чаку Берри в ноябре 1955 года звонит его кузен Марвин и даёт послушать игру Марти Макфлая, который играет песню Чака Берри «Johnny B. Goode»[33].
- В фильме Квентина Тарантино «Криминальное чтиво» Джон Траволта и Ума Турман танцуют под песню Чака Берри «You Never Can Tell».
- В 2017 году в честь Чака Берри назван астероид (42522) Чакберри[34].
- Песня «Johnny B. Goode», в числе прочих произведений мировых композиторов разных времен, была записана на золотой пластинке «Вояджера».